# NN-160
La carretera NN‑160 es una vía departamental secundaria ubicada en el municipio de Managua. Esta ruta conecta la comunidad de La Márgara con el sector de Barrio Nuevo Amanecer, a través de zonas urbanizadas y rurales del oriente de la capital.

## Trazado y cruces
| km  | Localidad / Punto     | Departamento | Conexión / Ruta           |
| --- | --------------------- | ------------ | ------------------------- |
| 0,0 | La Márgara            | Managua      | NN 159                    |
| 4,0 | La Esperanza          | Managua      | Calle secundaria          |
| 8,0 | Barrio Nuevo Amanecer | Managua      | Fin de ruta departamental |

## Coordenadas
(No se encontraron coordenadas precisas para esta ruta.)